# Faktor Vier
Faktor Vier. Doppelter Wohlstand – halbierter Naturverbrauch ist ein Bericht an den Club of Rome, der 1995 von Ernst Ulrich von Weizsäcker, Amory Lovins und Hunter Lovins verfasst wurde und für die Steigerung der Ressourcenproduktivität eintritt.
Im ersten Teil werden Beispiele für vervierfachte Energieproduktivität, Stoffproduktivität und Transportproduktivität dargestellt. Im zweiten Teil werden die Möglichkeiten der Steigerung der Ressourcenproduktivität über Marktkräfte angesprochen. Dabei wird insbesondere auf handelbare Zertifikate für gesteigerte Energieeffizienz (vgl. auch Emissionszertifikat) und die Möglichkeit der Ökosteuer hingewiesen. Im dritten Teil werden bisherige Umweltschutzinitiativen behandelt, insbesondere die Umweltschutzkonferenz von Rio, der Faktor-10-Klub und der vorhergehende Bericht an den Club of Rome Die neuen Grenzen des Wachstums. Im vierten Teil wird eine Umstellung von der Steigerung eines abstrakten Lebensstandards, der nur in Bruttosozialprodukt pro Kopf gemessen wird, auf die Steigerung der Lebensqualität gefordert.
2010 veröffentlichten von Weizsäcker et al. den Folgebericht Faktor Fünf.